# 아라쉬 (페르시아 신화)
아라쉬 카망기르(페르시아어: آرش کمانگیر)는 페르시아 신화에 등장하는 궁수 영웅으로, 마누체흐르 치세 페르시아의 궁수부대 사령관이다.
전설적인 샤 마누체흐르가 페르시아를 다스리고 있을 때 페르시아와 투란 사이에 수세기 동안 전쟁이 발발하였는데, 어느 전투에서 투란의 장군 아프라시아브가 마누체흐르의 군대를 포위한 상태에서 페르시아와 투란은 페르시아의 사수가 화살을 멀리 쏘아 그 화살이 땅에 닿을 때까지 지나간 거리를 페르시아의 영토로 하는 조건으로 평화 협정을 체결하기도 하였다. 이때 아메샤 스펜타의 일종인 스펜타 아르마이티가 마누체흐르에게 지시를 내림으로써 마누체흐르는 특별한 활과 화살을 만들어 아라쉬에게 주었고 아라쉬는 새벽녘에 마누체흐르가 준 활과 화살을 사용해 화살을 2500km까지 발사하였다. 아라쉬는 화살을 쏜 직후 몸이 산산조각나 사망하였으며 약속대로 평화협정이 성사되었다고 전해진다.